# Opopaea ita
Opopaea ita är en spindelart som beskrevs av Ott 2003. Opopaea ita ingår i släktet Opopaea och familjen dansspindlar. Inga underarter finns listade i Catalogue of Life.